# 無限邊形

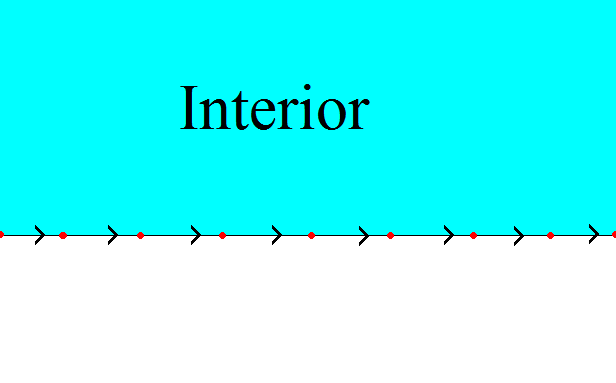
直線的無限邊形可透過將頂點看作逆時針方向的，自右向左的來定義出其內部的區域，下圖中的正無限邊形以箭頭的方向決定了其內部為上方的半平面，以水藍色（■）表示
也因為如此，兩個正無限邊形就可以填滿整個平面。當兩個正無限邊形密鋪了平面之後所形成的圖形稱為二階無限邊形鑲嵌，意為每個頂點都是兩個正無限邊形的公共頂點，其頂點圖可以計為 ∞.∞.

在幾何學中，無限邊形（英語：Apeirogon）是指有無限多條邊的多邊形，是多邊形的一種，每個無限邊形皆具有無限條邊和無限個頂點。
在歐幾里得幾何中，無限邊形是一個退化多邊形，其邊數是可數集的數量。無限邊形跟多邊形一樣，有邊、頂點、和角，只是他們呈一直線。換句話說，無限邊形的所有頂點都共線，即他們都會落在一條直線上。但是，一個多邊形不能存在端點，實際上無限邊形也沒有端點，因為要達到無限的數量永遠無法在任何一個方向找到端點。無限邊形並不是圓形，因為在多邊形的定義中，邊不能為曲線。
無限邊形可以視為平面正鑲嵌（無限面體）在二維空間的類比。無限邊形可以圍出一個半平面，因此2個無限邊形即可密鋪一個平面，稱為正無限邊形鑲嵌。

## 正無限邊形
正無限邊形是正多邊形的一種，是指每條邊都等長、每個角都等角的無限邊形，就如同一般的正多邊形。在施萊夫利符號中可用{∞}來表示。正無限邊形的內角為180度，為一平角，因此整個正無限邊形似乎是一條直線。
正無限邊形可以有外接圓和內切圓，但他們的半徑必須是無限大。
| 正       | 正       | 半正      | 半正       |
| ∞.∞      | 2∞       | 4.4.∞     | 3.3.3.∞    |
| -------- | -------- | --------- | ---------- |
|          |          |           |            |
| {∞, 2} · | {2, ∞} · | t{2, ∞} · | sr{2, ∞} · |

正無限邊形也可以看作是四種平面的正與半正鑲嵌圖和五種均勻對偶鑲嵌圖內的線性集。
| 3種方向        | 3種方向      | 1種方向          | 2種方向    |
| -------------- | ------------ | ---------------- | ---------- |
| 截半六邊形鑲嵌 | 正三角形鑲嵌 | 異扭稜正方形鑲嵌 | 正方形鑲嵌 |

| 3種方向  | 3種方向          | 6種方向        | 1種方向        | 4種方向          |
| -------- | ---------------- | -------------- | -------------- | ---------------- |
| 鳶形鑲嵌 | 三角化三角形鑲嵌 | 四角化菱形鑲嵌 | 柱形五邊形鑲嵌 | 四角化正方形鑲嵌 |

## 其他無限邊形
如同一般的多邊形，無限邊形一樣可以分為正多邊形、等邊、等角等種類。
等角無限邊形是指每個角都相等的無限邊形。
等邊無限邊形是指每個邊都等長的無限邊形，由於等角未必等邊，因此等角無限邊形或等邊無限邊形不一定是正無限邊形，但正無限邊形必等邊且等角。
不等邊無限邊形（英語：Scalene apeirogon）不等邊的無限邊形（類似三角形中的不等邊三角形）。
不規則無限邊形（英語：Irregular apeirogon）不等邊也不等角的無限邊形。
點可遞無限邊形（英語：Isogonal apeirogon）是指等角但有兩種不同的邊長交錯出現（類似四邊形中的矩形）。
半正無限邊形（英語：Quasiregular apeirogon）是指等邊的點可遞無限邊形。
邊可遞無限邊形（英語：Isogonal apeirogon）是點可遞無限邊形的對偶多邊形，具有相同的邊長但有兩種不同的角（類似四邊形中的菱形），幾何上等同於正無限邊形，可在頂點上交替上色以便看出其差異。
| 正     | ... ... |
| 半正   | ... ... |
| 點可遞 | ... ... |
| 邊可遞 | ... ... |

### 扭歪無限邊形
扭歪無限邊形（英語：Skew apeirogon）是一種頂點不共線的無限邊形。正的扭歪無限邊形可由正鑲嵌圖的皮特里多邊形構造。
|  |

## 雙曲面上的無限邊形

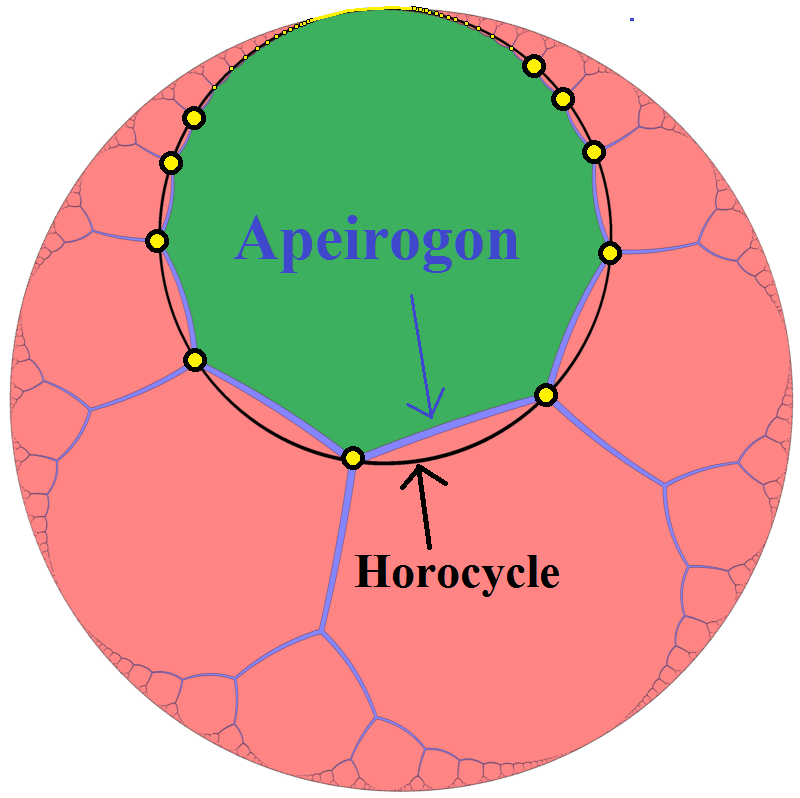
無限邊形和其外接极限圆

在雙曲面上的無限邊形最著名的是正無限邊形， {∞}，其位於雙曲面上時能夠像有限邊數的正多邊形一樣擁有曲率，但其外接圓並非圓形而是雙曲極限圓或雙曲超圓形。由於多邊形的定義是平面上由一系列線段首尾連接起來的封閉圖形，在雙曲面無限邊形的邊在無窮遠處首尾相接並在雙曲面上形成一個封閉的區域。有時外接圓為超圓形的無限邊形因具有發散鏡射形式無法像一般的無限邊形在無窮遠處首尾相接，因此又稱偽多邊形。
正無限邊形的邊會合於雙曲面面上的無窮遠處（龐加萊模型的圓周上）在施萊夫利符號中用{∞}表示，並存在外接圓：雙曲極限圓。
施萊夫利符號為{∞,3}的雙曲正鑲嵌圖具有無限邊形的面。雙曲的無限邊形也存在僅等邊的無限邊形或半正無限邊形，像是截角無限邊形t{∞}，例如施萊夫利符號為tr{∞,3}的鑲嵌圖，存在兩組不同的邊長，交錯的與三角形或其他無限邊形相鄰。
| 3         | 4         | 5         |
| --------- | --------- | --------- |
| · {∞,3} · | · {∞,4} · | · {∞,5} · |

| 6         | 7         | 8         | ... | ∞         |
| --------- | --------- | --------- | --- | --------- |
| · {∞,6} · | · {∞,7} · | · {∞,8} · | ... | · {∞,∞} · |

| {∞, 3}  | tr{∞, 3}   | tr{12i, 3}     |
| ------- | ---------- | -------------- |
| 正: {∞} | 半正: t{∞} | 偽半正: t{12i} |

### 偽多邊形

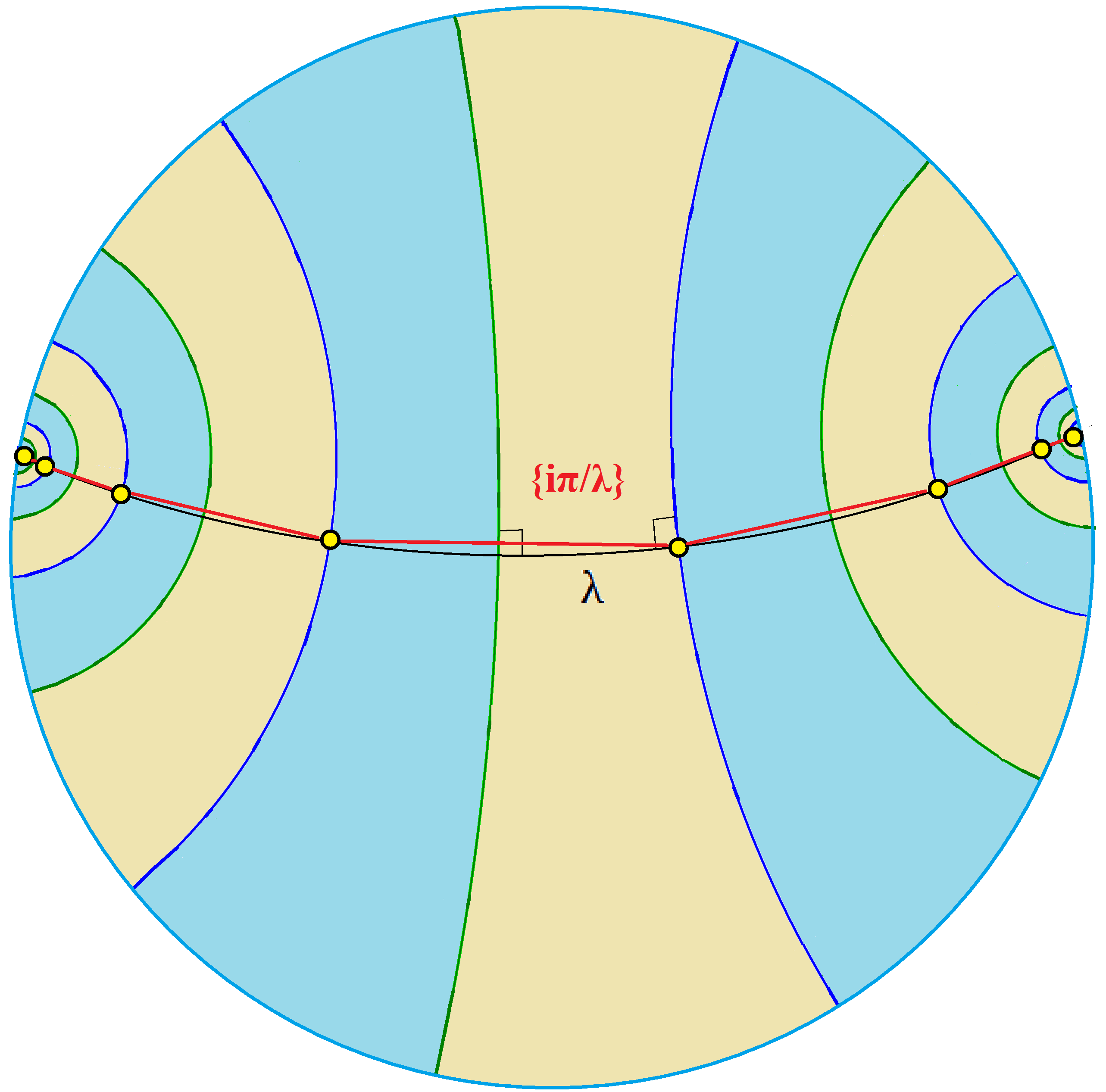
正偽多邊形, {iπ/λ}, 龐加萊圓盤模型上, 每條垂直鏡射線相隔距離為λ單位長

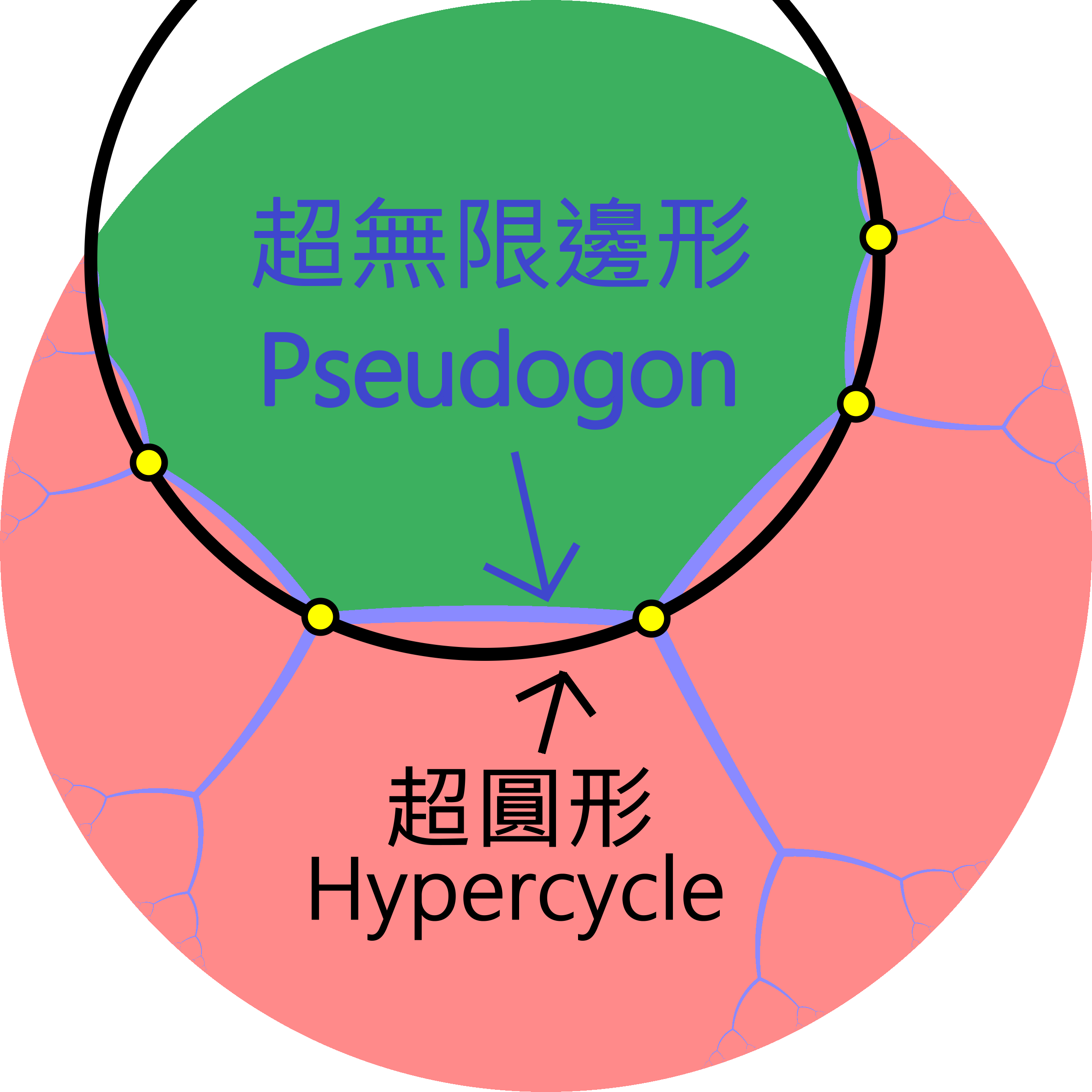
超無限邊形又稱偽多邊形，其外接圓為超圓形

諾曼·約翰遜將一般的發散鏡射形式的無限邊形稱為偽多邊形，其外接圓為超圓形，正偽多邊形在施萊夫利符號中用{iπ/λ}表示，其中λ表示發散垂直鏡射的週期距離，用以代表其具有比無限邊形更多的邊與頂點，又稱為超無限邊形。

### 無限角星
無限角星（英語：Apeirogram）又稱為無限芒星，是指有無限多個頂點的星星圖形，幾何學中是邊自我交叉的無限邊形，由於平面上的正無限邊形頂點皆共線，因此平面上無法構造出無限角星，但雙曲面上的無限邊形因存在外接圓極限圓因此可以構造出無限角星。
在幾何上，正無限角星能夠有有無限多種，在施萊夫利符號中用{∞|n}表示，其中所述第二數字差別在繪製無限角星時頂點間隔數，若施萊夫利符號計為{∞|1}則為正無限邊形，一般會省略後半只計{∞}。
| · {∞/2} · | · {∞/3} · | · {∞/4} · |
| · {∞/5} · | {∞/6}     | {∞/(∞/2)} |

亦有非正的無限角星，例如反截角無限邊形，是反截角多邊形系列的算數極限。
|                     |                     |                     |                       | ... |                         |
| 反截角三角形 六角星 | 反截角正方形 八角星 | 反截角五邊形 十角星 | 反截角六邊形 十二角星 |     | 反截角無限邊形 無限角星 |

此外，無限角星也可以是複合多邊形，如同六角星的大衛之星，由兩個邊數一半的多邊形旋轉後重疊而成。這種無限角星在施萊夫利符號中用{∞|2}、2{∞}、{{∞}}或{∞/2}表示，其由兩個正無限邊形旋轉疊在一起，因此又稱為二複合正無限邊形，其交點是一個正無限邊形。
| {∞\|2} 2{∞}={∞} |

## 外部連結
- Russell, Robert. . MathWorld.
- Olshevsky, George, Apeirogon at Glossary for Hyperspace.